# Faruk İremet
Faruk İremet, född 1965 i Siverek i östra Turkiet, är en svensk-zazaisk-turkisk författare och tidningsskribent.
İremet skriver i zazaiska, turkiska och svenska tidskrifter och har utgivit diktsamlingar på zazaiska, turkiska och svenska. İremet kom till Sverige i slutet av 1986 och har lärar- och ekonomiutbildning i grunden. Han har varit redaktör för ett antal tidskrifter. İremet har också ett bokförlag och är medlem i Sveriges Författarförbund.

## Biografi
Faruk Iremet föddes 1965 i staden Siverek i sydöstra Turkiet. Grundskolan läste han i Siverek. Högstadiet och gymnasium läste han i Diyarbakir. 1982 började han jobba inom den statliga myndigheten YSE (väg, vatten och el) som fackföreningssekreterare. Där han fick sluta på grund av säkerhetsdomstolarnas beslut. 1983 började han studera företagsekonomi på distans på Universitetet i Eskisehir. Samtidigt började han jobba som grundskollärare i byn Sati nära Diyarbakir. Under tiden publicerades hans dikter och artiklar i olika tidskrifter. 1985 beslöt Skolmyndigheten att förbjuda Faruk att utöva läraryrket på grund av lagen om risk för landets säkerhet. Detta gjorde att han började skriva ännu mer. 1985 fick han pris för sina artiklar av Yesil Yuruyus i Ankara.
1986 kom han till Sverige. Han läste in gymnasiekompetensen, studerade programmeringsspråket Pascal samt utbildade sig till CNC-operatör. 1988 började han jobba på Nobel Industrier AB som CNC-operatör. 1989 bildade han bokförlaget SUK. Faruk Iremet publicerade sina dikter och artiklar även på svenska bland annat i Falköpings Tidning, Folket i Bild/Kulturfront och Snäckan. Han har även suttit med i olika tidskrifters redaktioner. 1994 la han ner SUK och startade Iremet Förlag. 1995 startade han tillsammans med några vänner den första zazaiskspråkigatidskriften KORMIŞKAN-Bülten där han var chefredaktör och layoutare. Tidskriften lades ner efter sex nummer av ekonomiska skäl. Han startade sedan själv tidskriften ZazaPress april 2000. Mellan åren 1996 och 2000 arbetade han som datalärare och höll föreläsningar. Hans olika föreläsningsmaterial används fortfarande av olika myndigheter.
Sedan 2002 arbetar han på Arbetsförmedlingen Rehabilitering i Globen. Faruk Iremet är medlem i Sveriges Författarförbund och Lärarnas Riksförbund.